# 青 (ゆずの曲)
「青」（あお）は、ゆずの楽曲で、通算15枚目のシングル。2003年2月5日に発売。発売元はセーニャ・アンド・カンパニー。

## 概要
4週連続リリースの1週目の曲で、10万枚限定かつ、ワンコイン（500円）シングルとして発売。ちなみに、歌手が4週連続でシングルを発売したのはゆずが初めてであった。
発売時のインタビューでリーダーの北川悠仁は「雑誌だって毎週発売されているし、音楽でそういうのがあっても面白いんじゃないか、と思ったことがきっかけ」と語っている。
CDは1トラック収録だが、1曲目「青」終了約25秒後、シークレットトラックとして「東横線」が収録されている。
もとは「みやたかずや」という仮タイトルが付けられていた。

## 収録曲
1. 青　（5:29）※シークレットトラック込み
  - 作詞・作曲: 北川悠仁

## 収録作品
- 青
  - すみれ
  - Going 2001-2005
  - YUZU 20th Anniversary ALL TIME BEST ALBUM ゆずイロハ 1997-2017
  - ゆずのみ〜拍手喝祭〜 日替わり全曲集+1（「ゆ」盤のみ） - 弾き語りライブ音源
- 東横線　（シークレットトラック）
※アルバム未収録